# Tom Watson (MMA)
Pour les articles homonymes, voir Tom Watson.
Tom Watson (né à  Southampton le 13 juillet 1982), surnommé Kong, est un pratiquant anglais de MMA, privilégiant le strike.

## Biographie
Tom Watson naît à Southampton le 13 juillet 1982. Il envisage dès l'âge de 16 ans de s'orienter professionnellement dans les arts martiaux à l'âge de 16 ans. Après un bachelor of arts en Media and Cultural Studies, il devient agriculteur et dispose d'une licence d'abattage.
En 2006, il se fait remarquer en boxe amateur et remporte l'Amateur Boxing Standout 2006. Il s'oriente par la suite dans une carrière de combattant professionnel.

## Compétitions dans l'UFC
Il participe à divers événements organisés par l'Ultimate Fighting Championship (UFC) dont en carte préliminaire :
- l'UFC on Fuel TV: Struve vs. Miocic le 29 septembre 2012, où il affronte dans un match serré l'américain Brad Tavares, qui remportera la victoire par décision partagée ;
- l'UFC 169: Barao vs. Faber II le 1er février 2014, où il affronte l'américain Nick Catone (en) dans la catégorie poids plume, par décision partagée.

Il est sponsorisé par Lonsdale.